# ألفارو رويس (كانتون)
الفارو رويس (بالإسبانية: Alfaro Ruiz)‏ و هو الكانتون الحادي عشر من محافظة الأخويلا في كوستاريكا. و يغطي الكانتون مساحة 155.13 كم مربع،
كما يقارب عدد سكانه 11,556 نسمة.
و تدعى مدينته الرئيسية بـ سارسيرو.
يحده نهر إسبينا من الشمال الغربي وكذلك من الجنوب الغربي، بينما يشكل نهر تورو الحدود الجنوبية الشرقية، ونهر لا فييخا الحدود الجنوبية الشرقية
تم تأسيس هذا الكانتون تشريعيا في 2 حزيران 1915.

## المقاطعات
يتألف الكانتون من سبع مقاطعات وهي :
1. سارسيرو
2. لاغونا
3. تابيسكو
4. غوادالوبيه
5. بالميرا
6. سابوتيه
7. بريساس

## أعلام
- حزقيال كارلوس روجاس